# Naturschutzgebiet Spyckerscher See und Mittelsee
Koordinaten: 54° 33′ 32,1″ N, 13° 29′ 27,1″ O

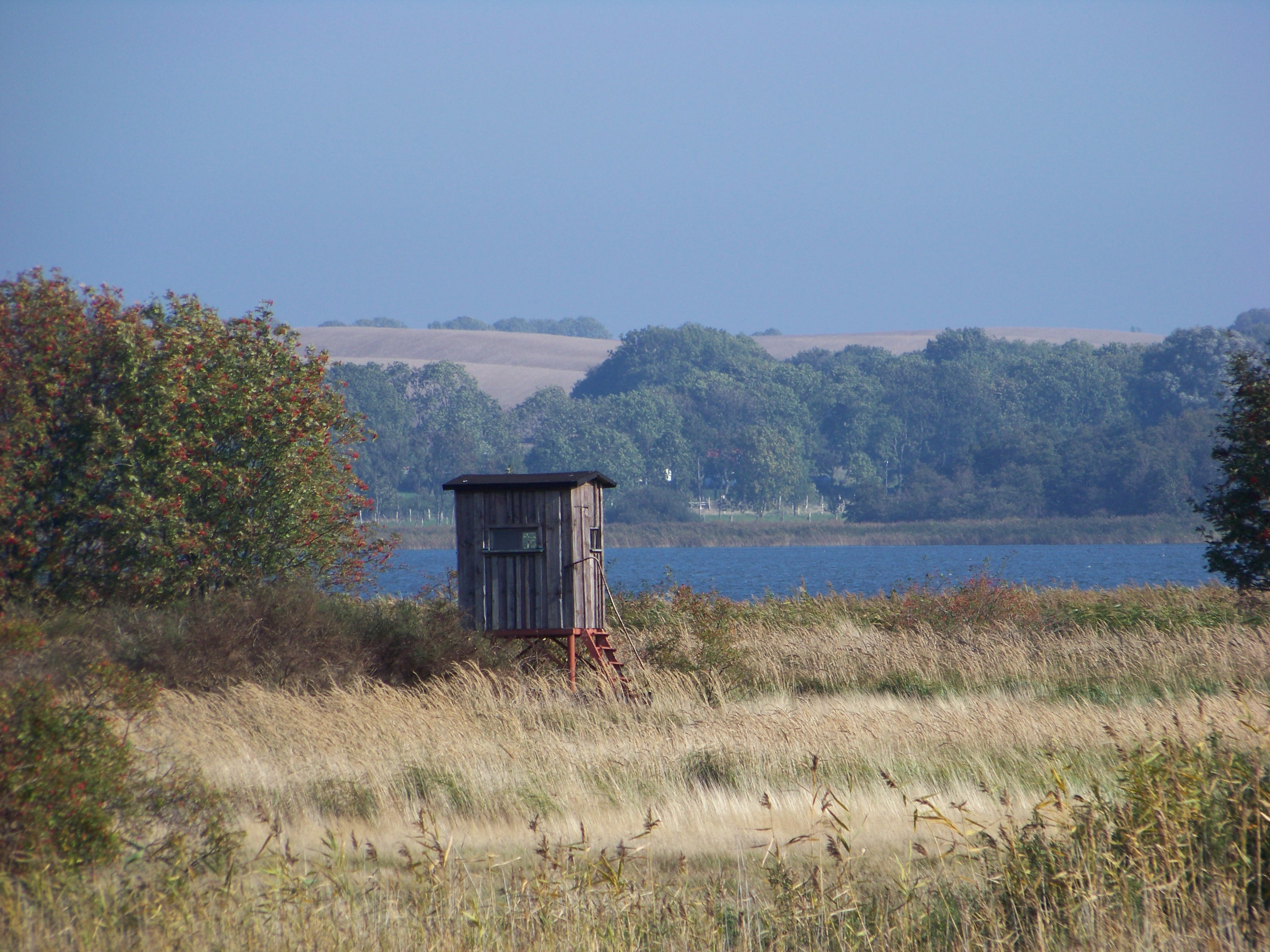
Spyckerscher See

Das Naturschutzgebiet Spyckerscher See und Mittelsee ist ein Naturschutzgebiet in Mecklenburg-Vorpommern. Es umfasst mit den beiden genannten Seen und angrenzenden Ufer- und Flachwasserbereichen eine Fläche von 344 Hektar. Die Ausweisung erfolgte am 5. November 1990 mit einer Erweiterung im Jahr 1994. Umliegende Orte sind Glowe im Nordwesten und Spyker im Osten. Der Schutzzweck besteht in Erhalt eines landschaftlich sehr reizvollen Ausschnittes der Nordrügener Boddenlandschaft, welche für zahlreiche Tier- und Pflanzenarten einen Lebensraum darstellt.
Die Flächen grenzen unmittelbar an den Großen Jasmunder Bodden. Das Naturschutzgebiet ist nach EU-Recht geschützt als Teil des FFH-Gebiets Nordrügensche Boddenlandschaft und des Vogelschutzgebiets Binnenbodden von Rügen. Das Naturschutzgebiet hat aufgrund der eingestellten Nutzungen einen guten Zustand. Störungen gehen von Anglern und Surfern aus. Die Flächen sind im Eigentum der Stiftung Umwelt- und Naturschutz des Landes. Durch das Gebiet führt ein Wanderweg.

## Geschichte
Die Flächen des Naturschutzgebietes wurden entscheidend durch die letzte Eiszeit geformt. Sie gehörten als Buchten zu den Ausschürfungen, die heute den Großen Jasmunder Bodden bilden. In den folgenden Jahrtausenden wurden die Buchten durch Küstenausgleichsprozesse vom Bodden mehr und mehr abgeschnitten, so dass die beiden Seen entstanden. Sie sind immer noch mit dem Bodden über schmal Zuflüsse verbunden. Die Seen verlandeten mit einem breiten Röhrichtgürtel. Im Urmesstischblatt von 1836 sind die Flachwasserbereiche als Furten dargestellt. Ab 1861 wurde im Bereich des Mittelsees ein Polder angelegt, um die Uferbereiche als Weiden bis in die 1940er Jahre nutzbar zu machen. Die Grundmoränenflächen im Nordwesten wurden in der Mitte des 20. Jahrhunderts militärisch genutzt und stark verändert. Nach Nutzungsaufgabe in den 1950er Jahren haben sich dort große Sanddornbestände gebildet.

## Pflanzen- und Tierwelt
Im Naturschutzgebiet sind zahlreiche Lebensräume anzutreffen. Das Biotopspektrum reicht von Pioniervegetation und Halbtrockenrasen mit Entwicklung zu wärmeliebenden Gebüschen einerseits und Sandmagerrasen im bodennahen Bereich andererseits über aufgelassene Salzwiesen und verschiedene Röhrichte und Erlenbrüche bis zu den Flachgewässern der beiden Seen und des angrenzenden Boddenbereiches.
Als besonders geschützte, vom Aussterben bedrohte sowie als für Rügen seltene Arten sind Eisvogel, Kreuzotter, Ringelnatter, Sprosser, Sperbergrasmücke, Wasserfrosch, Prachtnelke, Färber-Scharte, Aufrechte Trespe, Gemeine Sichelmöhre zu nennen. Im Gebiet jagen Mäusebussard, Rotmilan, Rohrweihe und Fischadler und rasten verschiedene Gänsearten und der Kranich.
Die Seen sind wichtige Laichgewässer für Barsch, Rotfeder, Schlei, Hecht und Blei. Weiterhin sind sie Lebensraum für Aal, Flunder und Kaulbarsch.